# عيد السكوت
عيد يهودي يبدأ يوم الخامس عشر من شهر تشري العبري (سبتمبر وأكتوبر تقريباً)، ويستمر سبعة أيام. ويطلق على هذا العيد أيضاً اسم عيد الخيمة النقالة.
احتفل اليهود القدامى بعيد السّكُّوت بوصفه عيداً للشكر يقدمون فيه القرابين إلى المعبد. ومازال اليهود إلى الآن يحتفلون بإجازة هذا العيد، فينظمون العروض المرحة في المعابد اليهودية، ويحملون سعف النخيل وفاكهة الأترجة وأفرع نبات الآس المعطر، وأفرع شجر الصفصاف. ويعيش اليهود المتمسّكون بالتقاليد في كوخ يسمى سوكة ، وذلك كتذكار للأكواخ التي عاش فيها أجدادهم وأسلافهم خلال تجوالهم وارتحالهم في البرية في عصور اليهودية الأولى. ويتبع عيد السَّكُّوت احتفالات أخرى مكملة لمدة يومين تسمى شيمني أتزرت. ويطلق على ثاني يوم سمحات التوراة.
'